# Таволга верболиста
Таволга верболиста (Spiraea salicifolia) — вид квіткових рослин родини розові (Rosaceae).

## Опис
Це чагарник висотою до 1,5 м, з буро-жовтими гілками. Листки ланцетні, великі, іноді двопильчасті, голі або знизу по головній жилці опушені, завдовжки до 7-11 см. Квітки рожеві, в пухнастих волотях. Цвіте в червні-липні.

## Поширення
Вид росте в Західному і Східному Сибіру, на Далекому Сході. В Україні росте в Карпатах та Придніпров'ї. Росте по берегах річок, на заплавних луках, болотах, у заболочених лісах.

## Значення
Медонос. Декоративна рослина. З лікувальною метою використовуються коріння, кора (гілок), листя, гілки. У гілках виявлені алкалоїди, кумарини, дубильні речовини, флавоноїди. Листя містять алкалоїди, ціаногенні з'єднання: ціаноглікозиди; фенолкарбонові кислоти та їх похідні: флавоноїди: гіперозид, ціанідин. У квітках виявлено ціаногенні з'єднання: ціаноглікозіди; флавоноїди: гіперозид, діпентозид кверцетину. Корені, кора (гілок), листя у вигляді відварів і настоїв в тибетській медицині використовуються при шлунково-кишкових захворюваннях, ревматизмі, гельмінтозах, гінекологічних захворюваннях. Відвар гілок володіє антибактеріальними властивостями і вживається при проносах. Відвар і настій листя в монгольській медицині застосовується при проносах і укусах змій, молоді гілки використовуються для приготування салатів.